# Irwin (Idaho)
Irwin é uma cidade localizada no estado americano de Idaho, no Condado de Bonneville.

## Demografia
Segundo o censo americano de 2000, a sua população era de 157 habitantes.
Em 2006, foi estimada uma população de 156, um decréscimo de 1 (-0.6%).

## Geografia
De acordo com o United States Census Bureau tem uma área de
5,5 km², dos quais 5,5 km² cobertos por terra e 0,0 km² cobertos por água.

## Localidades na vizinhança
O diagrama seguinte representa as localidades num raio de 36 km ao redor de Irwin.